# First Party System
Das First Party System („Erstes Parteiensystem“) ist ein Erklärungsmodell zur Geschichte der politischen Parteien der Vereinigten Staaten und unterteilt diese analytisch in mehrere Perioden bis zum heutigen Sixth Party System („Sechstes Parteiensystem“).
Die erste Phase der Parteienentwicklung in der politischen Geschichte Amerikas dauerte ungefähr von 1796 bis 1824 und war durch die Konkurrenz zwischen Föderalistischer und Demokratisch-Republikanischer Partei geprägt. Während des First Party Systems festigten sich Wahlen als Mittel der politischen Auseinandersetzung und es bildeten sich moderne Parteien als Widerpart zu Interessengruppen. Mit der Era of Good Feelings („Ära der guten Gefühle“, ca. 1814–1830) und dem Scheitern der unpopulären Föderalisten gegen Andrew Jackson und die spätere Demokratische Partei endete das First Party System. Die Transformationsphase zum Second Party System („Zweites Parteiensystem“) begann laut dem Historiker L. Steven Demaree mit der Hartford Convention von 1814/15, auf der die föderalistischen Neuenglandstaaten vor dem Hintergrund des Britisch-Amerikanischen Kriegs die Sezession von den Vereinigten Staaten diskutierten, und der Welle des Nationalismus, die Amerika im Januar 1815 nach dem Sieg Jacksons in der Schlacht von New Orleans ergriff.